# 小川靖彦
小川 靖彦（おがわ やすひこ、本姓、小松。1961年 - ）は、日本の国文学者。専門は上代文学（『万葉集』および「万葉学史」）と書物学（主に中国文化圏の巻子本）。文学博士（論文博士・2007年）。青山学院大学文学部日本文学科教授。

## 略歴
栃木県生まれ。1985年東京大学文学部国文科卒業、1992年同大学院人文科学研究科博士課程単位取得満期退学。
2007年「萬葉学史の研究」で博士（文学）の学位を取得。
1992年 国文学研究資料館研究情報部助手、1995年和光大学人文学部文学科専任講師、1998年日本女子大学文学部日本文学科助教授、2003年青山学院大学文学部日本文学科助教授、教授。

## 受賞・学術賞
- 第25回上代文学会賞（『萬葉学史の研究』おうふう、2007年）(上代文学会) 2008年5月
- 第3回全国大学国語国文学会賞（『萬葉学史の研究』おうふう、2007年）(全国大学国語国文学会) 2008年6月
- 青山学院学術褒賞（『萬葉学史の研究』おうふう、2007年）(学校法人青山学院) 2008年11月
- 第3回古代歴史文化賞優秀作品（『万葉集と日本人　読み継がれる千二百年の歴史』角川選書、2014年）（島根県・奈良県・三重県・和歌山県・宮崎県）2016年11月[4]

## 著書
- 『萬葉学史の研究』おうふう、2007年2月。ISBN 9784273034290
- 『万葉集：隠された歴史のメッセージ』角川選書、2010年7月。ISBN 9784047034709
- 『万葉集と日本人：読み継がれる千二百年の歴史』角川選書、2014年4月。ISBN 9784047035393
- 『戦争下の文学者たち：『萬葉集』と生きた歌人・詩人・小説家』小松靖彦. 花鳥社、2021年11月。ISBN 9784909832467

### 編・監修
- 『万葉うためぐり：学僧仙覚ゆかりの武蔵国小川町を歩く』小川町観光協会編 監修 村永清,新田文子著 笠間書院、2014年6月。ISBN 9784305707376
- 『萬葉写本学入門：上代文学研究法セミナー』編、笠間書院、2016年5月。ISBN 9784305708120
- 『仙覚『萬葉集註釈』被注萬葉集歌一覧・被注語句索引』小松靖彦 編著、和泉書院(和泉索引叢書)、2020年1月。ISBN 9784757609426

## 論文
- <小川靖彦